# Tantilla hendersoni
Tantilla hendersoni este o specie de șerpi din genul Tantilla, familia Colubridae, descrisă de Stafford în anul 2004. Conform Catalogue of Life specia Tantilla hendersoni nu are subspecii cunoscute.